# انتفاضة الحمر
انتفاضة الحُمر (بالإنجليزية: Red Rising)‏ هي الجُزء الأوّل من ثلاثية خيال علمي ديستوبي تحمل الاسم نفسه من تأليفِ الأمريكي بيرس براون وصَدرت لأوّل مرة في 28 يناير 2014. تقعُ أحداث الرواية في المستقبل على كوكب المريخ متتبعة مصير بطلها دارو المنتمي إلى عشيرة حفاري الأرض الحُمر في انتفاضته في وجه النخبة الذهبية.
انتَشرت الرواية انتشاراً واسِعاً وحصلت على المرتبة العشرين ضمن قائمة نيويورك تايمز لأكثر الكتب مبيعا عن شهر فبراير 2014. كما تُرجِمت لأكثَر من 20 لُغة وصدرت بالعربيّة في مايو 2022.